# Драган Марјанац
Драган Марјанац (Врбас, 26. фебруар 1985) је српски рукометаш који игра на позицији голмана. Игра за Берн у Швајцарској. Са репрезентацијом Србије освојио је сребрну медаљу на Европском првенству 2012. и учествовао на Олимпијским играма у Лондону.